# Simulación de cerebro
La simulación del cerebro es el concepto de crear un modelo informático funcional de un cerebro o parte de un cerebro. La modelización de un cerebro (o subsistema cerebral) implica tanto la modelización de las propiedades eléctricas y químicas de las neuronas (por ejemplo, los gradientes de serotonina extracelular). También se requiere un modelo del conectador neuronal del organismo objetivo. El conectoma es extremadamente complejo, y su cableado detallado aún no se comprende; por lo tanto, actualmente se está modelando empíricamente en mamíferos más pequeños mediante proyectos como el Proyecto Cerebro Azul.
El Proyecto Cerebro Azul pretende crear una simulación por ordenador de una columna cortical de mamíferos hasta el nivel molecular. Según una estimación, una reconstrucción completa del conectoma humano utilizando la metodología del Proyecto Cerebro Azul requeriría un zettabyte de almacenamiento de datos. En 2013, el Proyecto Cerebro Humano creó una Plataforma de Simulación Cerebral (BSP), que es una plataforma de colaboración accesible por Internet diseñada para la simulación de modelos cerebrales. El Proyecto Cerebro Humano ha utilizado las técnicas utilizadas por el Proyecto Cerebro Azul y se ha basado en ellas.
Hoy en día se han realizado simulaciones parciales y completas en algunos animales. Por ejemplo: los cerebros de las lombrices C. elegans, los cerebros de las moscas de las frutas drosophila melanogaster y; también el del ratón y rata han sido simulados en diversos grados.

## C. elegans (lombriz)

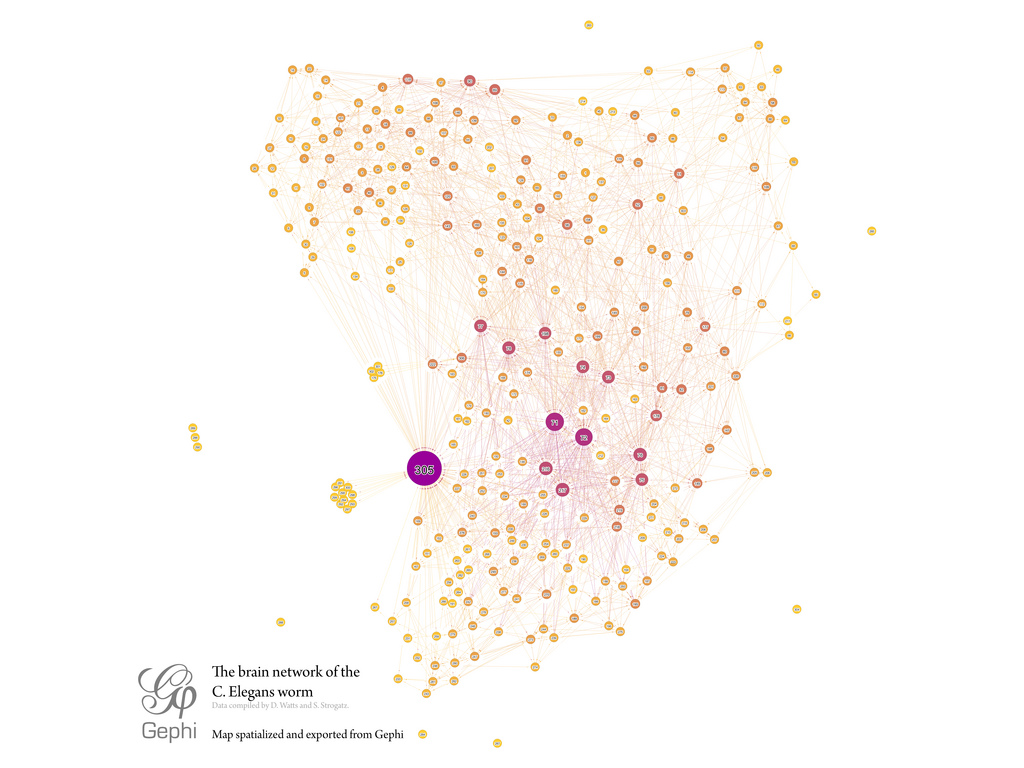
Mapa cerebral de la C. elegans lombriz 302 neuronas, interconectadas por 5000 sinapsis

La conectividad del circuito neural para la sensibilidad táctil de la sencilla C. elegans Nematoda (lombriz), fue mapeado en 1985 y parcialmente simulada en 1993. Varios modelos de simulación de software del sistema neuronal y muscular completo, y en cierta medida el entorno físico de la lombriz, han sido presentadas desde 2004, y en algunos casos se pueden descargar. Sin embargo, todavía nos falta la comprensión de cómo las neuronas y las conexiones entre ellas generan la sorprendentemente compleja gama de comportamientos que se observan en este, relativamente, simple organismo.

## Sistema neuronal de la Drosophila
El cerebro de la mosca de la fruta Drosophila también ha sido estudiado a fondo, y ya hay un modelo simplificado simulado de ésta.

## Simulación y mapeo del cerebro del ratón
Entre 1995 y 2005, Henry Markram mapeó los tipos de neurona y sus conexiones en la columna de la misma.
El proyecto Blue Brain, completado en diciembre de 2006, tenía como objetivo la simulación de la columna neocortical de una rata, la cual puede ser considerada la unidad funcional más pequeña del neocórtex (la parte del cerebro que se cree que es responsable de las funciones superiores como el pensamiento consciente). Ésta contiene alrededor de 10,000 (y 108sinapsis). En noviembre del 2007, el proyecto reportó el final de la primera fase, entregando un proceso impulsado por datos para crear, validar e investigar la columna neocortical.
Una red neuronal artificial descrita como «tan grande y tan compleja como la mitad de un cerebro de ratón» fue ejecutada en un supercomputador de IBM Blue Gene por un equipo de investigación de la Universidad de Nevada en 2007. Un segundo simulado tomó diez segundos del tiempo de la computadora. Los investigadores dijeron que habían visto impulsos nerviosos «biológicamente compatibles» fluir a través de la corteza virtual. Sin embargo, la simulación carecía de las estructuras observadas en los cerebros de ratones reales y tienen la intención de mejorar la precisión del modelo de neurona.

## Blue Brain y la rata
Blue Brain es un proyecto, lanzado en mayo del 2005 por IBM y el Instituto Federal de Tecnología de Suiza en Lausana. Con el objetivo de crear una simulación por computadora de la columna cortical de un mamífero, hasta el nivel molecular. El proyecto usa una supercomputadora basada en el diseño de IBM de Blue Gene para simular el comportamiento eléctrico de las neuronas sobre la base de su conexión sináptica y el complemento de las corrientes intrínsecas de la membrana. El proyecto busca revelar, eventualmente, aspectos de la cognición humana y varios desórdenes psiquiátricos, como el autismo, causados por el malfuncionamiento de neuronas, y entender cómo es que los agentes farmacológicos afectan el comportamiento del sistema nervioso.